# 1942 w filmie
Wydarzenia filmowe w 1942 roku.

## Wydarzenia
- czerwiec – w Waszyngtonie powołano "Office of War Information" (OWI), organ koordynujący wysiłek wojenny w sektorze filmowym. OWI było także samodzielnym producentem filmowym z budżetem 1,25 mln $ (sfinansowało m.in. serię filmów dokumentalnych Franka Capry Dlaczego walczymy?).
- Gail Russell podpisuje kontrakt z Paramount Pictures i rozpoczyna karierę filmową

## Premiery

### Filmy polskie
- 27 stycznia – Testament profesora Wilczura – reż. Leonard Buczkowski, (film zrealizowany w 1939 roku)

### Filmy zagraniczne
- Gospoda świąteczna (Holiday Inn) – reż. Mark Sandrich (wyk. Bing Crosby, Fred Astaire)
- Być albo nie być (To Be or Not to Be) – reż. Ernst Lubitsch (wyk. Jack Benny, Carole Lombard, Robert Stack)
- My Favorite Blonde – reż. Sidney Lanfield (wyk. Bob Hope, Madeleine Carroll)
- Droga do Maroka – reż. David Butler (wyk. Bing Crosby, Bob Hope, Dorothy Lamour)
- Star Spangled Rhythm – reż. George Marshall, Ralph Murphy (wyk. Victor Moore, Betty Hutton, Eddie Bracken)

## Nagrody filmowe
- Oskary
  - Najlepszy film – Pani Miniver
  - Najlepszy aktor – James Cagney (Yankee Doodle Dandy)
  - Najlepsza aktorka – Greer Garson (Pani Miniver)
  - Wszystkie kategorie: Oskary w roku 1942

## Urodzili się
- 1 stycznia:
  - Mirosława Maludzińska, polska aktorka
  - Jacek Jarosz, polski aktor (zm. 2009)
- 31 stycznia:
  - Daniela Bianchi, włoska aktorka
  - Derek Jarman, brytyjski reżyser (zm. 1994)
- 25 lutego – Karen Grassle, amerykańska aktorka
- 14 marca – Jerzy Trela, polski aktor (zm. 2022)
- 21 marca – Françoise Dorléac, francuska aktorka (zm. 1967)
- 23 marca – Michael Haneke, austriacki reżyser
- 27 marca – Michael York, brytyjski aktor
- 28 marca – Mike Newell, brytyjski reżyser
- 3 kwietnia – Marek Perepeczko, polski aktor (zm. 2005)
- 5 kwietnia – Peter Greenaway, brytyjski reżyser
- 6 kwietnia – Barry Levinson, amerykański reżyser, scenarzysta, aktor, producent
- 19 kwietnia – Jolanta Lothe, polska aktorka (zm. 2022)
- 24 kwietnia – Barbra Streisand, amerykańska aktorka i piosenkarka
- 25 kwietnia – Ewa Wiśniewska, polska aktorka
- 2 maja – Wojciech Pszoniak, polski aktor (zm. 2020)
- 1 lipca – Geneviève Bujold, francusko-kanadyjska aktorka
- 13 lipca – Harrison Ford, amerykański aktor i producent
- 5 września
  - Teresa Tuszyńska, polska aktorka (zm. 1997)
  - Werner Herzog, niemiecki reżyser
- 6 października – Britt Ekland, szwedzka aktorka
- 11 października – Amitabh Bachchan, indyjski aktor
- 13 października
  - Pamela Tiffin, amerykańska aktorka (zm. 2020)
  - Jan Kanty Pawluśkiewicz, polski kompozytor piosenek, muzyki teatralnej i filmowej
- 17 października – Jerzy Cnota, polski aktor (zm. 2016)
- 2 listopada – Stefanie Powers, amerykańska aktorka
- 17 listopada
  - Anna Seniuk, polska aktorka
  - Martin Scorsese, amerykański reżyser, scenarzysta, producent i aktor
- 17 grudnia – Andrzej Zaorski, polski aktor (zm. 2021)

## Zmarli
- 16 stycznia – Carole Lombard, amerykańska aktorka
- 29 maja – John Barrymore, amerykański aktor